# Opera seconda
Opera seconda è un album di successi del complesso italiano dei Pooh pubblicato il 9 ottobre 2012. Non contiene canzoni inedite, ma ripropone alcuni vecchi brani in chiave completamente riarrangiata e senza soluzione di continuità.

## Il disco
Dal flusso interrotto delle melodie e dei testi che si succedono sul tappeto degli arrangiamenti dell'orchestra sinfonica di 67 elementi proviene l'idea di utilizzare la parola opera. Tuttavia, il titolo è anche un chiaro riferimento a Opera prima, album pubblicato dai Pooh nel 1971, anch'esso un disco in cui i suoni di strumenti ad arco e a fiato avevano un ruolo di primo piano. Nel corso degli anni settanta, il complesso aveva però gradualmente rinunciato all'accompagnamento orchestrale, limitandolo infine a rare eccezioni. Un ritorno pienamente deliberato all'immersione nei suoni sinfonici dell'orchestra si era comunque avuto nella tournée internazionale dell'anno precedente ad Opera seconda, con dei concerti durante i quali non solo pezzi come la suite pop Dove comincia il sole, ma anche brani di impronta rock come Canterò per te erano stati eseguiti con l'accompagnamento, peraltro marcatamente ritmato, dell'orchestra.
Al momento dell'annuncio, nel mese di luglio, il sito ufficiale non specificava se Opera seconda fosse un'antologia oppure un disco di inediti, anche se precedentemente, in occasione della presentazione del video Pooh legend, Red Canzian aveva accennato alla pubblicazione di un album di inediti. Tramite una conferenza stampa tenuta il 4 ottobre, si è annunciato in seguito che Opera seconda è un'antologia contenente undici brani riarrangiati in chiave sinfonica, con nuovi innesti musicali e collegate le une con le altre da brevi strumentali composti appositamente, in modo da formare, a detta degli autori, un concept album omogeneo. Tra i pezzi scelti, alcuni sono stati ripresi da un repertorio quasi dimenticato (Sara nel sole, È bello riaverti, Quaderno di donna). Il periodo meglio rappresentato nella selezione dei pezzi è quello dal 1975 al 1978.
A collaborare con i Pooh nel disco ci sono Phil Mer alla batteria, Danilo Ballo agli arrangiamenti e l'orchestra dello studio di registrazione torinese Punto Rec Studios diretta da Fabio Gurian e registrata da Fabrizio Argiolas. L'album contiene due duetti: si tratta di Maria marea, interpretata insieme a Claudio Baglioni, e Ci penserò domani, cantata da Dodi Battaglia (anziché da Roby Facchinetti) insieme a Mario Biondi: è questo il brano che anticipa l'album nelle radio. Per farsi accompagnare nella tournée teatrale, i Pooh hanno scelto di collaborare con la Ensemble Symphony Orchestra, diretta dal maestro Giacomo Loprieno.

## Tracce
1. Sara nel sole (Facchinetti-Negrini) - 6:24 - Voce principale: Roby
2. Canterò per te (Battaglia-Negrini) - 5:05 - Voce principale: Roby
3. Maria marea (Canzian-Negrini) - 5:25 - Voci principali: Red, Claudio Baglioni
4. È bello riaverti (Facchinetti-Negrini) - 5:00 - Voce principale: Roby
5. Ci penserò domani (Battaglia-Negrini) - 5:30 - Voci principali: Mario Biondi, Dodi
6. Pierre (Facchinetti-Negrini) - 4:49 Voce principale: Roby
7. Se c'è un posto nel tuo cuore (Canzian-D'Orazio) - 4:40 - Voce principale: Red
8. Quaderno di donna (Facchinetti-Negrini) - 5:31 - Voce principale: Roby
9. In diretta nel vento (Battaglia-Negrini) - 4:41 - Voce principale: Dodi
10. Chi fermerà la musica (Facchinetti-Negrini) - 7:06 - Voce principale: Roby
11. Il ragazzo del cielo (Lindbergh) (Facchinetti-Canzian-Negrini) - 7:32 - Voci principali: Red, Roby

## Singoli estratti
- Ci penserò domani
- È bello riaverti[7]
- Se c'è un posto nel tuo cuore[8]

## Formazione
Gruppo
- Roby Facchinetti – voce, tastiera
- Dodi Battaglia – voce, chitarra
- Red Canzian – voce, basso

Altri musicisti
- Phil Mer – batteria
- Danilo Ballo – arrangiamento
- Fabio Gurian – direzione
- Punto Rec Strings – orchestra
- Mario Biondi – voce aggiuntiva (Ci penserò domani)
- Claudio Baglioni – voce aggiuntiva (Maria marea)

## Classifiche
| Classifica (2012) | Posizione massima |
| ----------------- | ----------------- |
| Italia            | 2                 |